# Убийство Луки Аттаназио
Убийство посла Италии в Демократической Республике Конго Луки Аттанасио произошло 22 февраля 2021 года при нападении группы вооружённых лиц на делегацию Всемирной продовольственной программы (ВПП) недалеко от города Гома.
Колонна из двух автомобилей с семью людьми следовала из столицы провинции Северное Киву, Гомы, в программу школьного питания ВПП в Рутшуру, что в 70 километрах к северу от Гомы. Нападение произошло в 10:15 утра по местному времени недалеко от посёлков Кибумба и Каньямахоро.
Помимо Луки Аттаназио, в результате нападения также погибли водитель ООН из Конго Мустафа Миламбо и карабинер Витторио Яковакки.

## Предыстория

### Ситуация в регионе
Северо-восточная часть ДР Конго, провинцией которой является Северное Киву, где произошел инцидент, последние годы находится в состоянии нестабильности, подвергаясь влиянию вооруженных группировок, таких как Движение 23 марта и гуманитарного кризиса.
Гуманитарная миссия ООН по поддержанию мира в ДРК является одной наиболее крупных и опасных. В мае 2018 года вооружённые люди совершили атаку на туристов, направлявшихся из Гомы в национальный парк Вирунга. 25-летний рейнджер был застрелен, конголезский водитель ранен, а двое британских туристов провели ночь в плену нападавших.

### Лука Аттаназио
С 5 сентября 2017 года до своей гибели был главой дипломатической миссии Италии в Киншасе. 31 октября 2019 года был утверждён в должности посла в ДР Конго, став одним из самых молодых послов Италии.
До назначения работал в Берне (2006-2010), Касабланке (2010-2013) и Абудже (2015).

## Нападение
Колонна ВПП следовала в программу школьного питания в Рутшуру, пока на Национальном шоссе 2 в Национальном парке Вирунга, на них не было совершено нападение вооружённой группой. Убив на месте водителя ООН, Мустафу Миламбо, нападавшие увели остальную делегацию в кусты, где между ними завязалась перестрелка. Охранник Луки, карабинер Витторио Яковакки, был убит выстрелом в сердце, а сам посол получил два огнестрельных ранения в живот, от которых он скончался до приезда скорой.
Прокурор Альберто Пиолетти заявил, что вскрытие показало,что Аттанасио и Яковакки были убиты в перестрелке:

Что мы знаем наверняка, так это то, что это была не казнь. Это была перестрелка, посол и карабинер получили по две пули каждый— CNN
В 2023 году шесть человек были признаны виновными в этом убийстве и приговорены к пожизненному заключению.

## Международные меры
Останки Аттаназио и Яковаччи были доставлены в Италию на военном самолёте. На аэродроме их встретил премьер-министр Марио Драги. Он попросил ООН и ВПП провести расследование инцидента.
Президент Демократической Республики Конго Феликс Чисекеди заявил в своём письме вдове Аттанасио Закии Седдики, что его правительство начало расследование в городе Гома.
Министр иностранных дел Италии Луиджи Ди Майо заявил, что обстоятельства нападения всё ещё не ясны, но итальянские власти приложат все усилия, чтобы пролить свет на произошедшее.
Группа итальянских следователей отправилась в Гому, чтобы присоединиться к прокурорскому расследованию, которое началось в Риме.
Итальянские газеты на первых полосах почтили память погибших. Туринская La Stampa вышла с заголовком «Лука и Витторио. Лучшие из Италии».
Папа Римский Франциск выразил сожаление по поводу гибели.
Конголезские власти обвинили в убийстве Демократические силы освобождения Руанды. Однако те отрицают свою причастность и осуждают нападение.

## Суд и осуждение
5 марта 2021 года адвокат, расследовавший нападение, Мвиланья Асани Уильям, был убит неизвестными вооруженными людьми во время засады.
19 января 2022 года сотрудники правоохранительных органов Демократической Республики Конго сообщили об аресте шести членов преступной группировки по подозрению в причастности к нападению на делегацию и убийстве трёх человек.
7 апреля 2023 года суд признал их виновными в убийстве и назначил им наказание в виде пожизненного лишения свободы.
Представители защиты обвиняемых утверждают, что признания были получены под давлением и пытками. Ни один из свидетелей не выступил в суде. Группа также намерена оспорить вынесенные приговоры.